# Professional Bowlers Association
PBA (Professional Bowlers Association) er en stor bowlingturnering i USA, hvor store bowlingspillere fra hele verden deltager.
I PBA kan man vinde præmier i form af penge. USA er det eneste land hvor man kan spille professionel bowling og leve af det.
| Sport | Spire Denne artikel om sport er en spire som bør udbygges. Du er velkommen til at hjælpe Wikipedia ved at udvide den. |